# 1 tháng 7
Ngày 1 tháng 7 là ngày thứ 182 (183 trong năm nhuận) trong lịch Gregory. Còn 183 ngày trong năm.

## Sự kiện
- 69 – Tiberius Julius Alexander lệnh cho các đội Lê dương La Mã của mình tại Alexandria tuyên thệ trung thành với Vespasianus trong vai trò hoàng đế.
- 1097 – Trận Dorylaeum: Quân đội Thập tự Chinh dưới sự chỉ huy của Tân vương Bohemond của Taranto đánh bại quân Seljuk của Kilij Arslan I.
- 1251 – Mông Kha đăng cơ làm đại hãn trên thảo nguyên Mông Cổ.
- 1569 – Tại Lublin, Vương quốc Ba Lan và Đại công quốc Litva xác nhận việc hợp nhất thực tế giữa hai quốc gia, tạo nên Liên bang Ba Lan và Lietuva.
- 1688 – Cát Nhĩ Đan cử binh tiến về phía đông xâm phạm Khách Nhĩ Khách.
- 1703 – Triều đình Thanh bắt giam Sách Ngạch Đồ.
- 1863 – Hà Lan bãi bỏ chế độ nô lệ tại Suriname.
- 1867 – Đạo luật Bắc Mỹ thuộc Anh có hiệu lực, thành lập Canada liên bang hóa từ ba thuộc địa của Đế quốc Anh tại Bắc Mỹ. Ngày này chính thức trở thành ngày Quốc khánh Canada, hay còn gọi là Ngày Canada.
- 1870 – Bộ Tư pháp Hoa Kỳ chính thức hiện diện.
- 1873 – Đảo Hoàng tử Edward gia nhập Canada.
- 1863 – Nội chiến Hoa Kỳ: Bắt đầu Trận Gettysburg, trận chiến đẫm máu nhất của chiến tranh kéo dài trong ba ngày.
- 1900 – Quân Thanh và Nghĩa Hòa Đoàn chiến đấu ác liệt với Liên quân tám nước tại Thiên Tân.
- 1908 – SOS được chấp thuận là tín hiệu nguy hiểm quốc tế.
- 1917 – Trương Huân tiến hành phục tịch cho Phổ Nghi.
- 1919 – Lý Đại Chiêu, Vương Quang Kỳ thành lập Thiếu niên Trung Quốc học hội tại Bắc Kinh.
- 1916 – Chiến tranh thế giới thứ nhất: Vào ngày đầu tiên của Trận Somme, hơn 57.000 lính Anh bị thương vong trong ngày đẫm máu nhất của lịch sử nước này.
- 1921 – Đảng Cộng sản Trung Quốc được thành lập.
- 1931
  - United Airlines bắt đầu phục vụ, với tên gọi là Boeing Air Transport.
  - Quốc Dân Cách mạng quân phát động tiễu Cộng lần thứ ba.
- 1942 – Chiến tranh thế giới thứ hai: Trận El Alamein thứ nhất tại Ai Cập bắt đầu giữa lực lượng Thịnh vượng chung Anh và Đức-Ý.
- 1949 – Hai thân vương quốc Cochin và Travancore hợp thành bang Thiru-Kochi (nay là Kerala) của Ấn Độ.
- 1954 – Lực lượng Phòng vệ Nhật Bản chính thức tổ thành.
- 1957 – Năm Vật lý Địa cầu Quốc tế bắt đầu.
- 1960
  - Cộng hòa Somalia giành độc lập từ Anh và Ý.
  - Ghana trở thành một nước cộng hòa, tổng thống đầu tiên là Kwame Nkrumah.
- 1961 – Ngân hàng Trung ương Trung Hoa Dân Quốc được tái lập tại Đài Loan.
- 1962
  - Rwanda giành độc lập từ Bỉ.
  - Burundi giành độc lập từ Bỉ.
- 1963 – Mã ZIP được sử dụng trong dịch vụ bưu chính Hoa Kỳ.
- 1967 – Cộng đồng châu Âu chính thức được thành lập khi hợp nhất các Cộng đồng Than-Thép, Năng lượng Nguyên tử, và Kinh tế châu Âu.
- 1968
  - Chiến tranh Việt Nam: Tổng thống Việt Nam Cộng hòa Nguyễn Văn Thiệu ra sắc lệnh phê chuẩn tiến hành chiến dịch tình báo mang tên Phụng Hoàng.
  - Hiệp ước không phổ biến vũ khí hạt nhân được 62 quốc gia ký kết tại Washington, D.C., Luân Đôn và Moskva.
- 1972 – Diễu hành Niềm tự hào đồng tính tại Anh diễn ra lần đầu tiên.
- 1976 – Bồ Đào Nha trao quyền tự trị cho Madeira.
- 1978 – Lãnh thổ Bắc Úc được cấp chế độ tự quản.
- 1979 – Sony phát hành máy nghe nhạc cầm tay Walkman, cho phép chọn nhạc để nghe trên đường.
- 1980
  - "O Canada" chính thức trở thành quốc ca của Canada.
  - Trung Quốc thi hành chế độ "mã bưu chính"
- 1990 – Tái thống nhất nước Đức: Cộng hòa Dân chủ Đức chấp thuận Mác Đức là tiền tệ của mình.
- 1991 – Khối Warszawa chính thức giải thể trong một hội nghị diễn ra tại Praha, Tiệp Khắc.
- 1997 – Anh Quốc chuyển giao chủ quyền Hồng Kông cho Trung Quốc, kết thúc 150 năm thống trị của Anh tại lãnh thổ này.
- 2002 – Tòa án Hình sự Quốc tế được thành lập nhằm khởi tố các cá nhân về các tội diệt chủng, chống nhân loại, tội ác chiến tranh, tội xâm lược.
- 2013
  - Croatia trở thành thành viên thứ 28 của Liên minh châu Âu.
  - Kính Viễn vọng Không gian Hubble phát hiện vệ tinh S/2004 N 1 của Sao Hải Vương
- 2025 – Nước Cộng hòa xã hội chủ nghĩa Việt Nam chính thức sáp nhập tỉnh thành, bỏ cấp huyện. Cả nước còn 34 tỉnh thành.

## Sinh
- 1311 – Lưu Bá Ôn, nhà quân sự và chính trị người Trung Quốc, tức 15 tháng 6 năm Tân Hợi (m. 1375)
- 1646 – Gottfried Leibniz, nhà toán học và triết gia người Đức (m. 1716)
- 1750 – Hòa Thân, chính trị gia, thi nhân người Trung Quốc, tức 28 tháng 5 năm Canh Ngọ (m. 1799)
- 1771 – Ferdinando Paer, nhà soạn nhạc người Ý (m. 1839)
- 1788 – Jean-Victor Poncelet, nhà toán học và kỹ sư người Pháp (m. 1867)
- 1804 – George Sand, tác gia và nhà biên kịch người Pháp (m. 1876)
- 1818 – Ignaz Semmelweis, bác sĩ người Áo-Hung (m. 1865)
- 1822 – Nguyễn Đình Chiểu, nhà thơ người Việt Nam (m. 1888)
- 1879 – Léon Jouhaux, lãnh đạo công đoàn người Pháp (m. 1954)
- 1899 – Thomas A. Dorsey, nghệ sĩ piano và nhà soạn nhạc người Mỹ (m. 1993)
- 1902 – William Wyler, đạo diễn, nhà sản xuất phim người Pháp-Mỹ (m. 1981)
- 1906 – Estée Lauder, doanh nhân người Mỹ (m. 2004)
- 1915 – Nguyễn Văn Linh, chính trị gia người Việt Nam (m. 1998)
- 1916 – Olivia de Havilland, diễn viên người Mỹ (m. 2020)
- 1917 - Đỗ Mậu, Thiếu tướng Quân lực Việt Nam Cộng hòa (Mất 2002)
- 1926 – Robert Fogel, nhà kinh tế học người Mỹ (m. 2013)
- 1931 – Leslie Caron, diễn viên và vũ công người Pháp
- 1941
  - Alfred G. Gilman, nhà dược lý học và hóa sinh học người Mỹ
  - Myron Scholes, nhà kinh tế học người Canada-Mỹ
- 1942 – Izzat Ibrahim al-Douri, nguyên soái và chính trị gia người Iraq (m. 2015)
- 1954 – Hàn Mã Lợi, diễn viên người Hồng Kông
- 1955 – Lý Khắc Cường, nhà kinh tế học và chính trị người Trung Quốc
- 1961
  - Carl Lewis, vận động viên người Mỹ
  - Diana, Vương phi xứ Wales (m. 1997)
- 1965 – Harald Zwart, đạo diễn và nhà sản xuất người Thụy Điển
- 1967 – Pamela Anderson, người mẫu, diễn viên người Canada-Mỹ
- 1975 – Sufjan Stevens, ca sĩ, nghệ sĩ guitar người Mỹ (Danielson and Marzuki)
- 1976
  - Patrick Kluivert, cầu thủ và huấn luyện viên bóng đá người Hà Lan
  - Ruud van Nistelrooy, cầu thủ bóng đá người Hà Lan
- 1977 – Liv Tyler, diễn viên và người mẫu Mỹ
- 1983
  - Leeteuk, ca sĩ người Hàn Quốc (Super Junior)
  - Marit Larsen, ca sĩ và người chơi keyboard (M2M)
- 1985 – Léa Seydoux, diễn viên người Pháp
- 1987 – An Jae-hyeon, diễn viên và người mẫu Hàn Quốc
- 1991 – Nguyễn Văn Quyết, cầu thủ bóng đá người Việt Nam
- 1994 – Jeong In-seong, nam ca sĩ Hàn Quốc, thành viên nhóm nhạc nam KNK
- 1995
  - Hoài Lâm, ca sĩ, diễn viên Việt Nam
  - Lee Taeyong. Thành viên nhóm nhạc NCT, người Hàn Quốc
- 1998 – Jung Eun-woo, ca sĩ, thành viên nhóm nhạc Pristin
- 1999 – Lâm Diệu Khả, ca sĩ người Trung Quốc
- 2002 - Huỳnh Thị Thanh Thủy, Á khôi Sinh viên Thanh lịch Đà Nẵng 2021. Hoa hậu Việt Nam 2022, Hoa hậu Quốc tế 2024
- 2003 - Tate McRae, Ca sĩ, nhạc sĩ và vũ công người Canada[1]

## Mất
- 1277 – Baybars I, sultan của Ai Cập (s. 1223)
- 1784 – Wilhelm Friedemann Bach, nhà soạn nhạc người Đức (s. 1710)
- 1839 – Mahmud II, sultan của đế quốc Ottoman (s. 1785)
- 1868 – Lâm Quang Ky, thủ lĩnh khởi nghĩa người Việt (s. 1839)
- 1896 – Harriet Beecher Stowe, tác gia và nhà hoạt động người Mỹ (s. 1811)
- 1912 – Harriet Quimby, phi công và nhà biên kịch người Mỹ (s. 1875)
- 1925 – Erik Satie, nghệ sĩ piano và nhà soạn nhạc người Pháp (s. 1866)
- 1950 – Émile Jacques-Dalcroze, nhà soạn nhạc và nhà giáo dục người Thụy Sĩ (s. 1865)
- 1958 – Rudolf von Laban, biên đạo múa người Anh gốc Áo-Hung (s. 1879)[2]
- 1967 – Gerhard Ritter, sử gia người Đức (s. 1888)
- 1971 – William Lawrence Bragg, nhà vật lý học người Úc-Anh (s. 1890)
- 1974 – Juan Perón, tướng quân và chính trị người Argentina (s. 1895)
- 1976 – Trương Văn Thiên, chính trị gia người Trung Quốc (s. 1900)
- 1983 – Buckminster Fuller, kiến trúc sư người Mỹ (s. 1895)
- 1991 – Michael Landon, diễn viên, đạo diễn người Mỹ (s. 1936)
- 2001 – Nikolay Gennadiyevich Basov, nhà vật lý học và nhà giáo dục người Nga (s. 1922)
- 2004 – Marlon Brando, diễn viên người Mỹ (s. 1924)
- 2005 – Luther Vandross, ca sĩ người Mỹ (Change (band)) (s. 1951)
- 2006
  - Hashimoto Ryūtarō, cựu Thủ tướng Nhật Bản (s. 1937)
  - Chu Huy Mân, Đại tướng Quân đội nhân dân Việt Nam (s. 1913)

## Những ngày lễ và kỷ niệm
- Quốc khánh Canada